# Wilhelm Polaczek
Wilhelm Polaczek (3. června 1807 – 12. dubna 1886 Liberec) byl rakouský právník a politik německé národnosti z Čech, během revolučního roku 1848 poslanec Říšského sněmu.

## Biografie
Roku 1849 se uvádí jako doktor práv v Liberci, nebo jako doktor práv a soukromník v Jablonci. Byl ředitelem spořitelny a pojišťovny Concordia. Dlouhodobě zasedal v obecním zastupitelstvu v Liberci. Toto město mu roku 1882 udělilo čestné občanství. Odůvodněno to bylo mnohaletými, prospěšnými službami obci.
Během revolučního roku 1848 se zapojil do veřejného dění. Ve volbách roku 1848 byl zvolen na ústavodárný Říšský sněm. Zastupoval volební obvod Jablonec nad Nisou. Tehdy se uváděl coby doktor práv. Řadil se k sněmovní levici.
Zemřel v dubnu 1886.